# Acopa perpallida
Acopa perpallida är en fjärilsart som beskrevs av Augustus Radcliffe Grote 1878. Acopa perpallida ingår i släktet Acopa och familjen nattflyn. Inga underarter finns listade i Catalogue of Life.